# E851 (trasa europejska)
E851 – trasa europejska łącznikowa (kategorii B), biegnąca przez Czarnogórę, Albanię i Kosowo. Razem droga ma 160 km.
Przebieg E851:
- Czarnogóra: Petrovac na Moru – Bar – Ulcinj
- Albania: Szkodra
- Kosowo: Prizren – Prisztina